# Orpheus (A.A.M. Stols)
Orpheus is een serie poëzie-uitgaven. De serie ontstond in het oorlogsjaar 1941, bij A.A.M. Stols te Den Haag, en werd gedrukt bij de drukkerij Boosten & Stols in Maastricht. De oplagen lagen rond de 1000 exemplaren.
De auteursnamen van deze reeks zijn alfabetisch gesorteerd. Ze bestaan alle uit een enkel gevouwen vel, 4 bladzijden, 25 * 16,2 cm groot, en zijn met nietjes in een omslag gehecht. De teksten werden verlucht met een illustratie van de hand van verschillende illustratoren. Veel deeltjes van deze reeks zijn gedateerd op 1941, maar waren in werkelijkheid van later datum. Het was oorlogstijd, en de datum '1941' moest voor veel van deze uitgaven het clandestiene verbergen.

## Titels
- nr.1: Bertus Aafjes, Amoureus liedje in de morgen-stond, Teekening van J.F. Doeve, gebruikte letter: Goudy Old Style, Lutetia
- nr.2: J.C. Bloem, Het kerkhof aan het meer, Teekening van C.A.B. Bantzinger, letter: Janson
- nr.3: P.C. Boutens, Een lied van Isoude, Teekening van Willem Hussem, letter: Bodoni
- nr.4: Anton van Duinkerken, Voorbijgang, Teekening van C.A.B. Bantzinger, letter: Egmont
- nr.5: Clara Eggink, De vrouw en de cormorant, Teekening van Fiep Westendorp, letter: Bodoni
- nr.6: Jan Engelman, Philomela, Teekening van Charles Roelofsz, letter: Janson
- nr.7: P.N. van Eyck, Brent Bridge, Teekening van Pam G. Rueter, letter: Caslon, typografie: P.N. van Eyck
- nr.8: Ed. Hoornik, Mijn dochter en ik, Teekening van Joop Sjollema, letter: Garamond
- nr.9: M. Nijhoff, De vogel, Teekening van Carel Willink, letter: Lutetia
- nr.10: Jan van Nijlen, Betooverd bosch, Teekening van Jan Roede, letter: Lutetia
- nr.11: E. du Perron, Een groote stilte, Teekening van Carel Willink, letter: Janson
- nr.12: A. Roland Holst, Weer een dag, Teekening van Gisèle van Waterschoot van der Gracht, letter: Goudy Old-Style, Lutetia
- nr.13: J. Slauerhoff, De ochtendzon, Teekening van Charles Roelofsz, letter: Lutetia
- nr.14: M. Vasalis, Het ezeltje, Teekening van R.L. Fernhout, letter: Romanée
- nr.15: Simon Vestdijk, Het geroofde lam, Teekening van Jacobus Marie Prange, letter: Bembo

Boekenreeksen: Trajectum ad Mosam · To the happy few · Halcyon · Luchtkastelen · Helikonreeks · Orpheus · Atlantis

Tijdschriften: Halcyon · Helikon · De Vrije Bladen (18e jaargang)

Overige uitgaven: Verzamelde gedichten (J.C. Bloem) · Broeder Bernard (P.N. van Eyck) · Hartslag (Morriën) · Landwind (Morriën) · De boodschap van het Wilhelmus · Het exlibris der Nederlandse medici